# Ángel San Casimiro Fernández
Ángel San Casimiro Fernández OAR (ur. 16 września 1942 w Pradejón) – hiszpański duchowny katolicki posługujący w Kostaryce, biskup diecezjalny Ciudad Quesada w latach 1995–2007 i Alajuela w latach 2007–2018.

## Życiorys
Święcenia kapłańskie otrzymał 3 października 1965 w zgromadzeniu augustianów rekolektów. Po święceniach wyjechał do Kostaryki i pracował duszpastersko w zakonnych parafiach. Był także m.in. wikariuszem biskupim diecezji Alajuela ds. życia konsekrowanego.
25 lipca 1995 papież Jan Paweł II mianował go biskupem diecezjalnym Ciudad Quesada. 7 października 1995 z rąk arcybiskupa Giacinto Berloco przyjął sakrę biskupią. 3 lipca 2007 papież Benedykt XVI mianował go biskupem diecezjalnym Alajuela.
1 marca 2018 przeszedł na emeryturę.